# アメリカ野球学会
アメリカ野球学会（アメリカやきゅうがっかい、The Society for American Baseball Research、SABR）は、野球の歴史、記録、人物等を調査・研究している組織である。SABRは「セイバー」と読む。初代会長はボブ・デイビッズ

## 概要
1971年8月10日にアメリカニューヨーク州クーパーズタウンで設立され、現在はアリゾナ州のアリゾナ州大学に本部を置いている。設立当初の会員数は16名であったが、現在の会員数は世界中に約7,000名弱を数える。SABRは野球を研究する者であれば会費を支払えば誰でも入会が可能である。
SABRの主な活動は次の通り。毎年夏に総会が開かれ、毎日研究課題の質疑応答、毎週末にThis Weekが送信される。そのほかコロナ禍でも黒人野球、女子野球、19世紀の野球などテーマ別のシンポジウム（オンライン）が頻繁に開かれている。SABR会員による年２回発行の調査・研究論文集「ベースボール・リサーチ・ジャーナル」が発刊され、会員に送られてくる。別の研究誌「ナショナルパスタイム」も発行している。総会ではテーマ別に分けられた分科会もあり、「アジア野球」、「記録」、「球場」、「マイナーリーグ」、「19世紀の野球」、「黒人リーグ」、「野球における女性」などがある。また世界中に支部（Chapters)があり、東アジアでは日本、韓国、台湾に置かれている。日本の支部SABR-TOKYOの会員数は現在約10名で、1・4・7・10月の土曜日に例会が開かれていたが、コロナ禍で中断している。
なお、2009年4月には、SABR-TOKYOの名誉会長に、SABRの日本人初の会員として日米野球関係史に関する発表を行った池井優が就任した。

## 主な日本人会員
- 藤田啓二
- 森牧名
- 山口和範
- 鈴村裕輔
- 奥田隆史